# Super Mario Bros. Deluxe
Super Mario Bros. Deluxe (jap. スーパーマリオブラザーズデラックス, Sūpā Mario Burazāzu Derakkusu) ist ein Jump'n'Run-Videospiel, das von Nintendo 1999 in Europa sowie Nordamerika und 2000 in Japan für den Game Boy Color veröffentlicht wurde. Bei dem Titel handelt es sich um eine Neuauflage von Super Mario Bros. (NES, 1985), dem ersten Spiel der Super-Mario-Reihe, sowie Super Mario Bros.: The Lost Levels (FDS, 1986).
Super Mario Bros. Deluxe wurde von der Fachpresse zum Zeitpunkt seiner Erstveröffentlichung sehr positiv aufgenommen. 2014 wurde der Titel für den Nintendo eShop des Nintendo 3DS wiederveröffentlicht. Dabei fielen die Kritikermeinungen kritischer aus.

## Spielbeschreibung
Im Vergleich zu den Originalspielen wurde Super Mario Bros. Deluxe an die Hardwarebedingungen des Game Boy Color angepasst und durch zusätzliche Features ergänzt. Um den im Vergleich zum Fernsehbildschirm weitaus kleineren Bildschirm des Game Boy Color auszugleichen, wird im Spiel ein vergrößerter Levelausschnitt angezeigt. Außerdem scrollt der Bildschirm nun entsprechend auch nach oben, nach unten sowie zurück.
Ergänzt wurden die Originalspiele durch eine Weltkarte, die den Fortschritt im Spiel visualisiert, sowie durch leichte technische Verbesserungen. Außerdem steht nun eine Speicherfunktion zur Verfügung. Im Vergleich zur Originalfassung von The Lost Levels wurde der Schwierigkeitsgrad der Lost-Levels-Portierung in Deluxe etwas gesenkt, indem etwa Spielelemente wie Wind entfernt wurden.
Weiterhin umfasst das Spiel zusätzliche Modi wie ein Herausforderungs-Modus, ein Zweispielermodus oder eine Game-Boy-Printer-Kompatibilität.

## Entstehungsgeschichte
Für die Entwicklung von Super Mario Bros. Deluxe zeichnete die Nintendo-Abteilung Nintendo Research & Development 2 (R&D2) verantwortlich. Die Programmierung wurde an das Unternehmen Systems Research & Development (SRD) ausgelagert. Der Projektleiter war Toshiaki Suzuki, während der R&D2-Leiter Masayuki Uemura sowie Kazuhiko Taniguchi als Produzenten involviert waren. Das Kernentwicklerteam hinter den neuaufgelegten Spielen – Shigeru Miyamoto, Takashi Tezuka und Toshihiko Nakago – wird im Abspann des Spiels als Supervisor genannt.
Am 1. Mai 1999 brachte Nintendo das Spiel in Nordamerika für den Game Boy Color heraus. In Europa folgte die Veröffentlichung am 10. Juni 1999, während der Titel in Japan am 1. März 2000 auf den Markt kam.

## Rezeption
Bei GameRankings betrug der aus 15 Rezensionen errechnete Wertungsdurchschnitt von Super Mario Bros. Deluxe 92,63 %. Laut GameSpot sei das Spiel für den Game Boy Color eine sogenannte „Killer App“, für die allein sich die Anschaffung des Handhelds bereits lohne.

## Verkaufszahlen
Laut Media Create wurde Super Mario Bros. Deluxe in Japan insgesamt etwa 81.000 Mal verkauft. Groben Schätzungen von VGChartz zufolge verkaufte sich das Spiel weltweit etwa fünf Millionen Mal.

## Wiederveröffentlichung
2014 brachte Nintendo Super Mario Bros. Deluxe als Downloadtitel für den Nintendo eShop des 3DS neu heraus. 3DS-Besitzern, die bis Ende Januar 2014 eine Nintendo Network ID mit ihrem 3DS-System verknüpft hatten, ließ Nintendo einen kostenfreien Downloadcode zukommen. Für alle anderen Kunden war das Spiel seit dem 27. Februar 2014 bis zur Abschaltung des Nintendo eShop 2023 in Europa kostenpflichtig erhältlich.